# ان کریستی
ان کریستی (انگلیسی: Ann Christy؛ ‏ ۳۱ مهٔ ۱۹۰۵ – ۱۴ نوامبر ۱۹۸۷) بازیگر اهل ایالات متحده آمریکا بود.
از فیلم‌ها یا برنامه‌های تلویزیونی که وی در آن نقش داشته است، می‌توان به اسپیدی اشاره کرد.